# Былбасовка
Былба́совка (укр. Билбасівка) — посёлок в Славянской городской общине Краматорского района Донецкой области Украины.

## Географическое положение
Былбасовка находится на берегу реки Сухой Торец.

## История
Былбасовка возникла в 1670 году как казачья слобода.
В 1858—1919 годах в Былбасовке стояла Преображенская церковь
17 января 1909 года в Былбасовке родился Григорий Андреевич Мищенко — лётчик-испытатель, кавалер орденов Ленина и Красной Звезды.
27 октября 1938 года село получило статус посёлка городского типа.
С 13 по 16 мая 1942 года боевые позиции у Былбасовки занимал 4-й армейский корпус в составе 16-й танковой дивизии и четырёх пехотных дивизий.
В период оккупации Донбасса немецкими войсками в Былбасовке действовала подпольная комсомольско-молодёжная группа из 15 человек, возглавляемая Н. И. Несютовым. Группа взорвала железнодорожный мост на пути между железнодорожными станциями Славянск и Шидловская, а также испортила скаты мотоциклов технического отряда немцев.
7 сентября 1943 года Былбасовка была освобождена от немецких войск.
В июле 1964 посёлку возвращено правильное историческое название Былбасовка вместо Белбасовка.
Население Былбасовки в 1969 году составляло 9500 жителей.
В январе 1989 года численность населения составляла 7307 человек.
По состоянию на 1 января 2013 года численность населения составляла 6260 человек.

## Экономика
Неподалёку от Былбасовки находится Донецкий рыбный комбинат.

## Транспорт
В четырёх километрах от Былбасовки расположена станция Донецкой железной дороги «Славянск». Неподалёку от Былбасовки проходит автомобильная трасса — европейский маршрут E40.